# Microbiostatique
Un microbiostatique est une substance qui permet une inhibition temporaire de la multiplication et de l'activité métabolique des micro-organismes et de virus.
Selon leur spectre d'action, on distingue :
- Bactériostatique inhibe la croissance bactérienne ;
- Antiviral inhibe la multiplication des virus ;
- Fungistatique inhibe la croissance des champignons ;
- Algistatique inhibe la croissance des algues.

Les microbiostatiques vont de pair avec les microbicides et appartiennent à la famille des antimicrobiens et forment un sous-groupe des biocides. 